# Barbesola
Barbesola là một chi bướm đêm thuộc họ Erebidae.

## Các loài
- Barbesola defixa